# Estrela Clube Primeiro de Maio
Estrela Clube Primeiro de Maio, ou simplesmente Primeiro de Maio, é um clube de futebol angolano com sede em Benguela. Disputa atualmente o Girabola Zap, 1° divisão esta na 15 posição do campeonato angolano Girabola Zap.

## História
O clube foi fundado em 1 de Abril de 1981 a partir da fusão de dois outros clubes: Estrela Vermelha de Benguela e Grupo Desportivo 1º de Maio. Mais tarde, passou a ser chamado África Têxtil 1º de Maio de Benguela, por causa da aliança com a fábrica local de mesmo nome. Pouco tempo depois, mudou para o nome atual.

## Títulos
- Girabola: 1983 e 1985
- Gira Angola: 2015[3]
- Taça de Angola: 1982, 1983 e 2007
- Supertaça de Angola: 1985